# Sainte-Fortunade
Sainte-Fortunade is een gemeente in het Franse departement Corrèze (regio Nouvelle-Aquitaine). De plaats maakt deel uit van het arrondissement Tulle. Sainte-Fortunade telde op 1 januari 2022 1.793 inwoners.

## Geografie
De oppervlakte van Sainte-Fortunade bedroeg op 1 januari 2022 38,31 vierkante kilometer; de bevolkingsdichtheid was toen 46,8 inwoners per km².

De onderstaande kaart toont de ligging van Sainte-Fortunade met de belangrijkste infrastructuur en aangrenzende gemeenten.

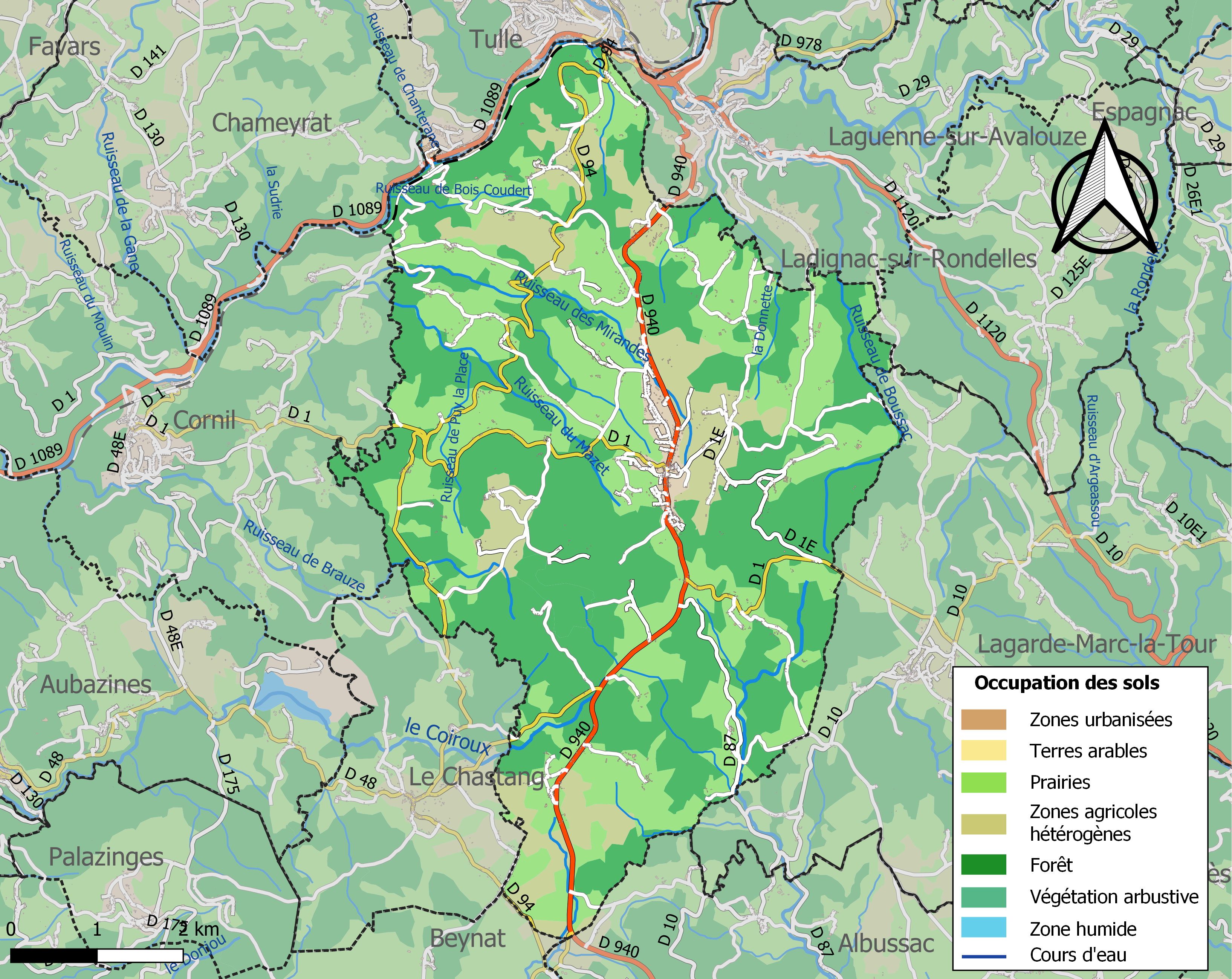

## Demografie
Onderstaande figuur toont het verloop van het inwonertal (bron: INSEE-tellingen).